# Драгон 2
Драгон 2 је друга верзија капсуле Драгон коју прави компанија Спејс екс, биће сертификована за превоз астронаута у свемир, и уз то ће бити прва свемирска летелица која ће моћи мекано да слети на копно по завршетку мисије. Капсула ће бити опремљена са осам бочно монтираних погонских мотора који ће моћи да се користе као систем за удаљавање од ракете-носача у хитним случајевима (енгл. Launch Abort System), или ће моћи да се користи за меко слетање по завршетку мисије, могућност коју до сада није поседовала ниједна свемирска летелица са људском посадом. Поред тога, капсула ће бити опремљена већим прозорима, ногицама за слетање које се извлаче из доњег дела капсуле, најновијим рачунарима и авиоником, и новом генерацијом соларних панела за напајање. Све то спаковано је у капсулу измењеног облика у односу на прву генерацију, која успешно лети у свемир и доставља опрему, научне експерименте, храну и друге намирнице посади на МСС од 2012. године.
Капсула је јавности представљена 29. маја 2014. године, мада је претходно најављивано да ће бити представљена 2013. године. Први лет капсуле планиран је за мај 2017. године, док ће се први лет са људском посадом догодити крајем 2017. Тест система за удаљавање капсуле од ракете-носача у хитним случајевима требало је да се догоди током 2014. године, али је одложен и требало би да се обави после фебруара 2015. Тест је успешно спроведен 6. маја 2015. године.
Агенција НАСА је са компанијом Спејс екс потписала уговор за најмање шест летова до МСС са људском посадом. У априлу 2016. потписан је и први уговор за лет капсуле Драгон 2 на површину Марса. Лет ће бити спроведен 2018. године ракетом Фалкон Хеви, а мисија ће имати назив Red Dragon. Мисију ће спровести компанија Спејс екс, док ће НАСА само обезбедити техничку подршку по потреби и ставити на располагање своју Мрежу дубоког свемира у замену за податке које ће Драгон 2 прикупити при слетању на црвену планету.

## Историја развоја
Током развоја, верзија капсуле Драгон намењена за превоз људске посаде у свемир имала је радни назив Драгон Рајдер (енгл. DragonRider). Од самог зачетка пројекта циљ је био да се у орбиту може доставити седам астронаута или комбинација астронаута и корисног терета (опреме, намирница и друго). Такође, летелица ће моћи аутоматски да се споји са МСС у орбити, уз могућност пребацивања на ручне команде уколико нешто пође по злу (систем сличан систему КУРС који користе руска летелица Сојуз и брод за снабдевање Прогрес), и планирано је да капсула за пристајање користи новоразвијени систем за спајање агенције НАСА – NASA Docking System (NDS). Код типичних мисија Драгон Рајдер би са станицом био спојен у периоду од шест месеци, односно 180 дана (колико у просеку траје једна експедиција на МСС), али је капсула пројектована да може да буде спојена и до 210 дана са МСС, као што је случај са руском летелицом Сојуз.
Већ у првим пројектима капсуле, који су јавности представљени 2010. године, компанија Спејс екс се определила за употребу бочно монтираних ракетних мотора који ће служити као систем за удаљавање од ракете-носача у хитним случајевима, и тврдила је да то решење има неколико предности у односу на ракетне торњеве који су уграђивани у скоро све свемирске летелице са људском посадом још од краја 1960-их (уз изузетак капсула пројекта Џемини, које су користиле два избацива седишта за евакуацију астронаута). У те предности спадају: могућност да се посада сигурно удаљи од ракете-носача све од полетања са лансирне рампе па до уласка у орбиту (за разлику од ракетних торњева који се одвајају на одређеној висини), вишекратно коришћење овог система (јер се, уколико се не употреби, може искористити при следећем полетању), смањени ризик по посаду јер се током полетања догађа једно одвајање степена мање, и можда најважнији разлог – јер се ови мотори могу користити приликом повратка на Земљу за меко (контролисано) слетање на копно, уместо слетања у океан падобранима. Циљ инжењера је да се капсула при повратку у атмосферу спусти са прецизношћу сличном слетању хеликоптера (грешком мањом до једног метра). И поред овог система, из предострожности, биће задржани и падобрани, у случају да ракетни мотори откажу, тако да ће капсула моћи да слети и на „традиционалан“ начин.
Фирма Paragon Space Development Corporation од 2011. године заједно са компанијом Спејс екс ради на развоју система за одржавање услова за живот унутар капсуле. Спејс екс је 2012. била у преговорима са компанијом Orbital Outfitters о изради свемирског одела које ће астронаути носити током лансирања и слетања.
На конференцији за новинаре агенције НАСА, 18. маја 2012. године, компанија Спејс екс је објавила да је циљана цена за лет капсуле Драгон са људском посадом 160 милиона $, или 20 милиона по седишту уколико би се лансирало седам астронаута, што је уједно и максимум, уколико би НАСА потписала уговор за четири лета годишње. Ради поређења, агенција НАСА је Русији 2014. године плаћала 76 милиона $ по седишту за летове својих астронаута летелицом Сојуз до МСС.
НАСА је 2014. године изабрала капсулу Драгон, поред капсуле CST-100 коју развија Боинг, за превоз својих астронаута до МСС од 2017. године. Спејс екс планира да за ласнирање капсуле користи сопствену ракету Фалкон 9.
Компанија Спејс екс је 2. фебруара 2015. године на друштвеним мрежама објавила фотографију капсуле Драгон која ће се користити за тестирање система за удаљавање од ракете-носача, и у опису је наведено да ће капсула „ускоро“ бити транспортована до СЦ Кенеди, где ће се тест и сповести. У новембру исте године агенција НАСА наручила је први лет са људском посадом који ће се спровести капсулом Драгон 2 крајем 2017. године. У капсули ће бити четири астронаута и до 100 килограма пресуризованог терета. Чланови посаде неће бити само астронаути агенције НАСА, већ и осталих свемирских агенција које су учествовале у изградњи МСС. Посаду летелице чиниће и макар један руски космонаут, тако да ће посаде бити мешовите као што је то случај са летелицом Сојуз. Ово је неопходно јер према уговору МСС на станици мора у сваком тренутку бити по један космонаут и астронаут (из агенција Роскосмос и НАСА) како би станица била оперативна. Крајем јула 2016. НАСА је наручила и други лет са људском посадом до МСС.

## Техничке карактеристике
Капсулу Драгон V2 карактеришу следеће одлике:
- Вишекратна употреба – капсула се може употребити више пута, уз минимално одржавање између два лета у свемир, чиме се значајно смањује цена ласнирања по седишту. Компанија Спејс екс предвиђа да је могуће да једна капсула у свемир лети и до десет пута пре него што буде неопходно да се уради значајнији сервис свих система.
- Велики капацитет – капсула може да прими седам астронаута, или комбинацију астронаута и опреме. Агенција НАСА ће највероватније користити конфигурацију са четири астронаута и одређеном количином корисног терета за снабдевање станице. То значи да ће од уласка у употребу комерцијалних капсула посада станице бити увећана са шест на седам сталних чланова, а можда и више. Поређења ради, капсуле пројекта Аполо, као и садашње летелице Сојуз примају само три члана посаде.
- Слетање – могућност слетања употребом ракетних мотора за прецизно слетање било где на свету, уз прецизност хеликоптера. Уз то, капсула поседује и резервни систем за слетање, падобране, који се такође могу користити за слетање у океан, па чак и за слетање на копно у ванредним околностима, при чему би посада прошла без повреда (инжењери су такво слетање упоредили са слетањем капсуле Сојуз),[39] али би оштећења на капсули била већа тако да не би могла поново да се користи. Капсула поседује и четири ногице за слетање које су током мисије у скупљеном положају, а пред слетање се извлаче.

- Мотори – осам бочно монтираних Супер Драко ракетних мотора, распоређених по два у четири ојачана кућишта, и сваки од ових мотора производи 71 kN потиска, укупно 568 kN.
- први у потпуности „одштампан“ ракетни мотор – Супер Драко. Комора за сагоревање овог ракетног мотора је одштампана од Inconel-а, суперлегуре никла и гвожђа. Парови мотора су монтирани у ојачана кућишта како би се у случају експлозије мотора ограничила оштећења на капсули.
- Пристајање – могућност аутоматског спајања са свемирском станицом. Прва генерација капсуле Драгон користила је приступ код којег је капсула прилазила до удаљености од десетак метара од станице, а затим би је астронаути ухватили роботском руком и спојили је са станицом. У случају капсуле са људском посадом неопходно је да постоји могућност управљања летелицом, поред могућности да се аутоматски споји са станицом.
- Соларне ћелије – Драгон V2 биће опремљен соларним ћелијама најновије генерације, које ће бити постављене по спољној површини непресуризованог дела на којем се капусла налази при полетању и у орбити. За разлику од ћелија монтираних на претходној генерацији капсуле, ове ће бити фиксне, и неће моћи да се ротирају како би увек биле уперене ка Сунчевим зрацима. То ће бити надокнађено њиховом већом ефикасношћу и коришћењем ефикаснијих батерија.
- Резервоари – капсула користи сферичне титанијумске резервоаре израђене у комбинацији са комппозитним материјалима и угљеничним влакнима. У овим резервоарима под великим притиском се складишти хелијум који покреће реактивне погоне док се капсула налази у орбити, као и гориво и оксиданс за Драко ракетне моторе.
- Топлотни штит – унапређена трећа генерација PICA-X топлотног штита, који је издржљивији од претходних генерација и може се користити више пута.
- Команде – капсулом се управља преко контролног панела који се спушта ка астронауту, и чији интерфејс подсећа на таблет уређаје. Астронаут у сваком тренутку може преузети контролу над летелицом, уколико закаже аутоматски систем за пристајање.
- Дизајн ентеријера – седишта за астронауте обложена су Алкантара кожом; табла са инструментима је минималистичког дизајна са малим бројем прекидача и три велика екрана осетљива на додир.[40]
- поклопац носа капсуле који се може вишекратно користити, и који се отвара када је капсула у орбити и остаје отворен док је спојена са МСС, а затим се при повратку кроз атмосферу затвара како би заштитио механизам за пристајање од екстремних температура.[12]

Систем за слетање пројектује се тако да може подржати три сценарија при слетању:
- слетање уз помоћ ракетних мотора,
- слетање падобранима, као што су то чиниле претходне америчке капсуле са људском посадом,
- слетање падобранима, уз паљење ракетних мотора пред само слетање, принцип сличан оном који тренутно користи капсула Сојуз.

Падобрани капсуле су у потпуности редизајнирани у односу на падобране који се користе на претходној верзији капсуле, јер је потребно да се падобрани успешно отворе у различитим фазама лета, чак и уколико дође до одвајања капсуле на лансирној рампи (ракетни мотори капсуле ће се активирати и удаљити посаду од ракете-носача, али само до одређене висине где се падобрани морају отворити и спустити капсулу на тло).

## Испитивање
Компанија Спејс екс има у плану да спроведе укупно четири теста капсуле, међу којима су тест одвајања од ракете са лансирне рампе, тест одвајања од ракете у лету (при максималном аеродинамичком притиску), затим следи орбитални тест капсуле без људске посаде до Међународне свемирске станице, и на крају лет до МСС са људском посадом у трајању од 14 дана који је тренутно планиран за 2017. годину.
До новембра 2015. ракетни мотори Супер Драко прошли су 27 циклуса тестова, током којих је Спејс екс усавршио њихов дизајн.

### Први тест
У августу 2014. године објављено је да ће први тест капсуле – одвајање од ракете-носача са лансирне рампе – бити спроведен на Флориди, са лансирне рампе 40 ВБ Кејп Канаверал, коју је компанија Спејс екс изнајмила од АРВ. У то време тест је заказан за почетак маја 2015. године, а касније је потврђено да се неће десити пре 5. маја. Иако се за овај тест користи капсула спремна за орбитални лет, заједно са адаптером којим је повезана на РН Фалкон 9, тест је спроведен тако што је цео „стек“ (Драгон и адаптер) монтиран на посебно конструисану структуру која је симулирала горњи степен РН Фалкон. Унутар капсуле налазила се специјална лутка која се користи за испитивање судара у аутомобилској индустији, чији је задатак био да прикупи податке о убрзању и силама које би при оваквом сценарију искусили астронаути. Инжењери су лутку назвали „Бастер“. На осталих шест седишта у капсули налазили су се тегови који су симулирали масу осталих чланова посаде, како би тест био што сличнији правом лансирању. Сврха теста била је да се докаже да капсула поседује довољно потиска, импулса и контроле да у случају нужде може посаду да одвоји од ракете и безбедно је приземљи ван зоне опасности.
Тест је успешно спроведен 6. маја 2015. године у 13.00 UTC. Осам Супер Драко ракетних мотора упалило се на 5,5 секунди, капсула се одвојила од адаптера, заротирала се, након чега су отворени први падобрани за стабилизацију. Убрзо затим отворени су и главни падобрани (три идентична падобрана), и капсула се лагано спустила у океан око 1.200 m од лансирне рампе. Инжењери компаније Спејс екс ће у сарадњи са колегама из агенције НАСА прикупити све податке и детаљно их анализирати, након чега ће моћи да одреде тачан датум за наредни тест. Видео првог теста на сајту Јутуб.

### Други тест
Спејс екс је 24. новембра 2015. спровео тест „лебдења” капсуле у свом постројењу за развој близу Макгрегора (Тексас). У видео снимку који је компанија објавила види се капсула у ваздуху, окачена на сајлу великог крана. Осам ракетних мотора капсуле је упаљено, и она је лебдела у месту током наредних 5 секунди. Мотори су производили таман толико потиска да компензују гравитацију Земље. Два дана раније мотори су само на кратко упаљени како би се потврдила њихова исправност за тест који је уследио. Видео теста на сајту Јутуб.

## Галерија
- Илон Маск представља капсулу јавности
- Астронаут испред панела са командама
- Ентеријер капсуле Драгон
- Слетање на Марс
(уметничко виђење)
- Макета капсуле у музеју Newseum у Вашингтону